# Іскандер Мірза
Іскандер Мірза (урду اسکندرمیرز) — генерал-губернатор Пакистану (7 серпня 1955 року — 23 березня 1956 року). Перший президент Пакистану з 1956 по 1958 роки.

## Біографія
Народився 15 листопада 1899 року в Західній Бенгалії. Навчався військової справи в коледжі Ельфінстоун у Великій Британії. Після повернення з Великої Британії він вступив до лав Збройних сил Британської Індії в 1919 році. У 1926 році Іскандер звільнився з армії, став працювати в Індійській Політичній Службі і був призначений на посаду помічника комісара в Північно-Західну прикордонну провінцію. Мірза став комісаром в 1931 році. Велика частина його кар'єри, як комісар Індійської Політичної Служби, пройшла в Зоні племен. До створення Пакистану він також служив в Міністерстві оборони Британської Індії.
Іскандер Мірза був призначений першим міністром оборони Пакистану, він займав цю посаду понад сім років. Мірза став губернатором Східного Пакистану в травні 1954 року. Він відкрито заявляв, що не вагаючись буде використовувати силу для придушення будь-яких протестних акцій в провінції. Першим його кроком на посаді губернатора був виписаний ордер на арешт 319 осіб, в тому числі на двох лідерів Авамі Ліг —  Рахмана Муджибура і Юсуф Алі Чаудхрі. На середину червня кількість заарештованих досягла 1051 осіб, в тому числі були 33 члени Національної асамблеї і два університетські професори з Дакки. Після проведення каральних акцій в Східному Пакистані припинилися заворушення, однак в процесі придушення були посіяні насіння постійної ненависті до центральної виконавчої влади в серцях народу Східного Пакистану.
З жовтня 1954 року по серпень 1955 року Іскандер Мірза був міністром внутрішніх справ. 7 серпня 1955 Гулам Мухаммад через хворобу вирушив на два місяці у відпустку і запропонував Мірзі посаду виконувача обов'язків генерал-губернатора. Іскандер призначив Чоудхурі Мухаммеда Алі прем'єр-міністром країни. У 1956 році була прийнята нова Конституція Пакистану, де назва глави держави було змінено з генерал-губернатора на президента. Але обов'язки і повноваження глави держави при цьому не змінилися. Установчі збори одноголосно обрали Іскандера Мірзу першим президентом Пакистану.
Іскандер Мірза намагався домінувати на політичній арені країни будь-яким можливим способом. Бувши главою держави він завжди залишався активним і впливовим у політиці країни. Мірза повною мірою користувався слабкістю інших політиків і грав на їхніх суперечностях щодо один одного. Щоб компенсувати вплив Мусульманської ліги він взяв активну роль в створенні Республіканської партії Пакистану. Також Мірза усіма силами намагався знизити роль релігії в державі. За час короткого періоду в чотири роки він змінив на посту прем'єр-міністра чотирьох осіб.
7 жовтня 1958 року він видав прокламацію про скасування конституції 1956 року. Відповідно до проголошення Парламент республіки був розпущений і було введено перший воєнний стан в історії країни. Водночас Іскандер Мірза призначив Айюб Хана Верховним головнокомандувачем збройних сил. Але Айюб Хан відмовився бути маріонеткою в руках президента. 27 жовтня 1958 року Мухамед Айюб Хан змусив Іскандера Мірзу покинути країну і проголосив себе президентом.
Іскандер Мірза провів залишок свого життя в готельному номері в Лондоні. Він помер 15 листопада 1969 року.